# Stuka (förvaring)

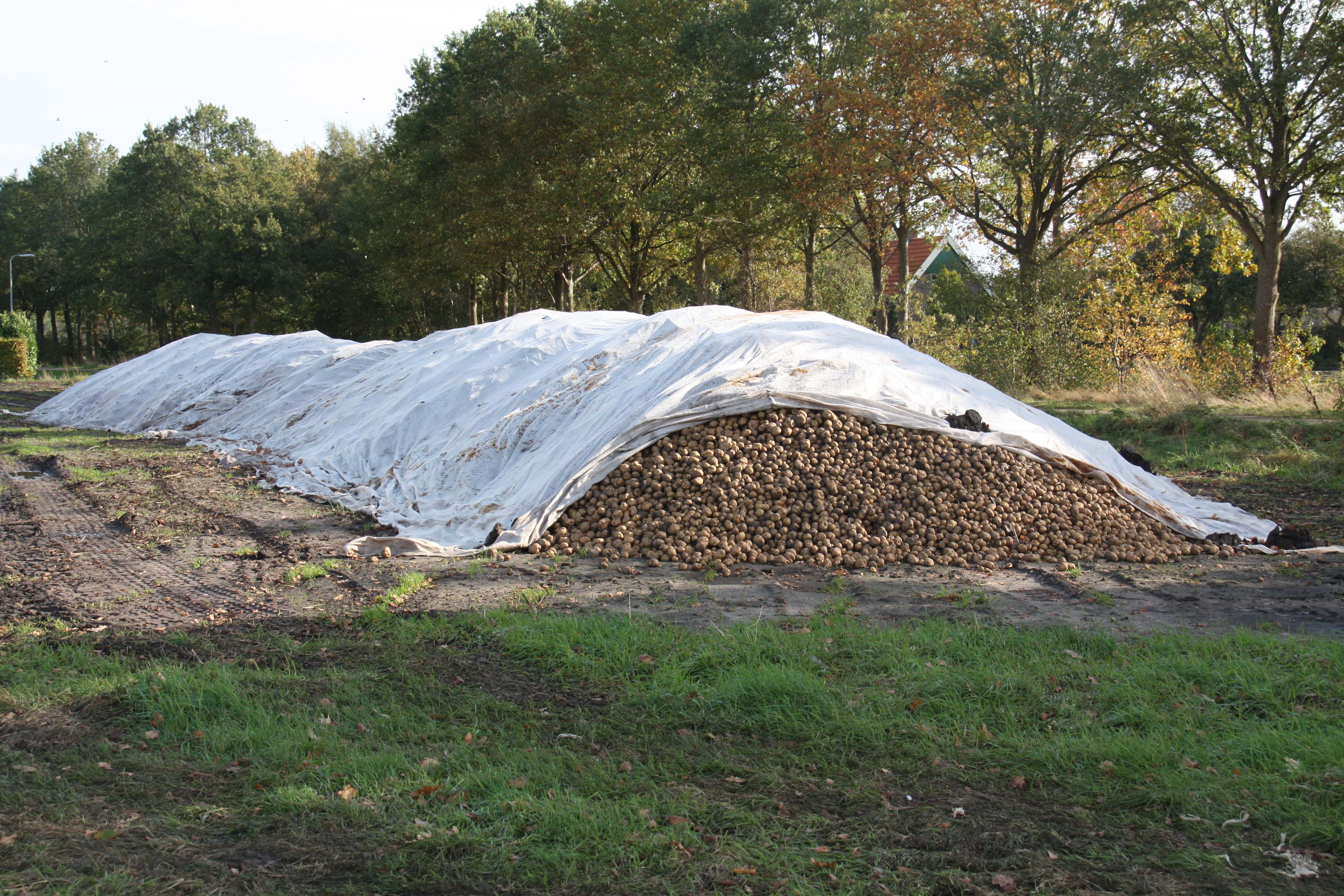
Stuka med potatis i Nederländerna.

Stuka är en hög av skördade rotfrukter avsedd för vinterförvaring. 
Stuka används för frostfri vinterförvaring av till exempel potatis, rödbetor och sockerbetor och placeras på ett fält innan de levereras till fabrik. Stukorna kan vara flera hundra meter långa, och innehålla flera tusen ton. Sockerbetsstukor innehåller cirka tio ton per meter.
Vid skörd läggs det som ska förvaras ut i en lång sträng på marken och täcks med ett lager halm när frostrisk finns. Under halmen kan läggas nät, fiberduk eller plast för att skydda från vind och isolera. Den håller även grödan ren från halmen och underlättar avtäckning. Görs täckningen tillräckligt tjock fryser inte det förvarade ens i den kallaste vinter. När man ska använda det förvarade, tar man från stukans ena ände vad man behöver, och återställer sedan täckningen väl. 
För att inte det lagrade ska förstöras genom förruttnelse, mögel eller frysning är det viktigt att kontrollera temperaturen. Snöfall innebär att isoleringen ökar, vilket kan bli problem om vädret övergår i sol, och lufttemperaturen ökar snabbare än snön smälter. Skulle det bli för varmt, måste stukan ventileras, genom att täckningen tas av. För kallt i stukan innebär att isoleringen måste bättras på. 
Man kan för hobbybruk likna stukan vid en slags primitiv jordkällare. Då kan exempelvis ris, löv, mattor eller vad man har till hands användas för täckningen, som ofta avslutas med ett lager jord ytterst.
Små husbehovsstukor användes i äldre tider som ett alternativ till jordkällare eller som ett komplement ifall andra lagringsutrymmen inte räckte till. Dessa stukor är dåligt dokumenterade men sannolikt var det främst grupper med små resurser som småbrukare, torpare, backstusittare, statare och arbetare med egna små täppor som nyttjade metoden. 
En stuka anläggs med fördel på en plats där vatten inte samlas vintertid. I dess kärna läggs rotfrukter blandade med t.ex. sand eller torv. Denna inre del hade åtminstone på Österlen ett eget namn, rås. Utanför råsen lades t.ex. halm eller löv i ett luftigt isolerande lager. Ytterst lades ett tjockt lager jord. Tanken bakom detta sätt är att jorden får tjäla medan mellanlagret verkar som isolering. Temperaturen i råsen sjunker i en välbyggd stuka aldrig under noll varför rotfrukter klarar sig fram till vårkanten. 
Små husbehovsstukor anlades ofta direkt på marken men om odlingen låg i närheten av grusig eller sandig mark som var väldränerad kunde den anläggas direkt i en grävd grop. 